# Balanites maughamii
Balanites maughamii är en pockenholtsväxtart som beskrevs av Thomas Archibald Sprague. Balanites maughamii ingår i släktet Balanites och familjen pockenholtsväxter.

## Underarter
Arten delas in i följande underarter:
- B. m. acuta
- B. m. maughamii